# Friðrik Ólafsson
En aquest nom islandès, el darrer nom és un patronímic, no pas un cognom. La manera de referir-se a aquesta persona és pel nom de pila.
Friðrik Ólafsson   (Reykjavík, 26 de gener de 1935 - Reykjavík, 4 d'abril de 2025) va ser un jugador i directiu d'escacs islandès, que tenia el títol de Gran Mestre des de 1958, i que va presidir la FIDE durant quatre anys.
Tot i que ja retirat del joc de competició, a la llista d'Elo de la FIDE de juny de 2013, hi tenia un Elo de 2407 punts, cosa que en feia el jugador número 17 d'Islàndia. En els últims anys, el seu màxim Elo va ser de 2485 punts, a la llista de gener de 1990 (posició 271 al rànquing mundial).
|  |

## Resultats destacats en competició
Guanyador per primera vegada del Campionat d'Islàndia el 1952 i del Campionat d'Escandinàvia un any més tard, va ser reconegut ràpidament reconegut com el millor jugador d'Islàndia de la seva generació. El 1953 fou tercer al Campionat del món juvenil celebrat a Copenhaguen (el guanyador fou Oscar Panno). El seu primer resultat de rellevància internacional va ser el seu primer lloc compartit amb Víktor Kortxnoi al Torneig de Hastings de 1955-1956, per davant d'Ivkov i Taimànov.
El seu millor resultat al cicle pel Campionat del món d'escacs va ser al Torneig Interzonal de Portorož 1958, on va acabar empatat en els llocs cinquè a sisè, de manera que va guanyar-se de forma automàtica el títol de Gran Mestre (fou el primer islandès de la història en aconseguir-ho) i es va classificar per al Torneig de Candidats de 1959, (l'última fase per determinar qui jugaria contra el Campió del món, amb el títol en joc, el 1960). Al torneig, celebrat a Bled, Zagreb i Belgrad, però, va acabar-hi setè (de vuit) amb 10/28 punts. El 1959 va guanyar el prestigiós Torneig d'escacs Corus. El 1960 va guanyar el Zonal de Berg en Dal, per davant de Rudolf Teschner, cosa que el va classificar per participar en el següent Interzonal, a (Estocolm 1962), però no va aconseguir classificar-se per la fase de Candidats.
Entre els seus millors resultats en torneig cal destacar el tercer lloc (ex aequo) a la primera Copa Piatigorsky, a Los Angeles 1963, amb 7½/14, el primer lloc a l'obert de Reykjavík de 1966, i l'empat al primer lloc amb Ljubomir Ljubojević al Torneig de Wijk aan Zee 1976, per davant de Mikhaïl Tal. N'Ólafsson continua jugant ocasionalment en el segle xxi; per exemple, el 2003 va guanyar un matx de partides ràpides contra el seu veterà col·lega Bent Larsen, amb un marcador de 5-3.

## Directiu d'escacs i polític
Abans de 1974, quan va esdevenir professional dels escacs, treballava com a advocat al Ministeri de Justícia i Drets Humans islandès. El 1978, va succeir Max Euwe com a President del principal organisme mundial en l'àmbit dels escacs, la FIDE. El 1982, fou succeït per Florencio Campomanes i nomenat Secretari del Parlament d'Islàndia.

## Estil de joc
Ólafsson jugava habitualment la defensa siciliana contra 1.e4 i la defensa NimzoÍndia contra 1.d4. amb negres, jugava habitualment l'obertura anglesa, tot i que jugava també 1.d4 i 1.e4.